# Jennie Lewis (artista)

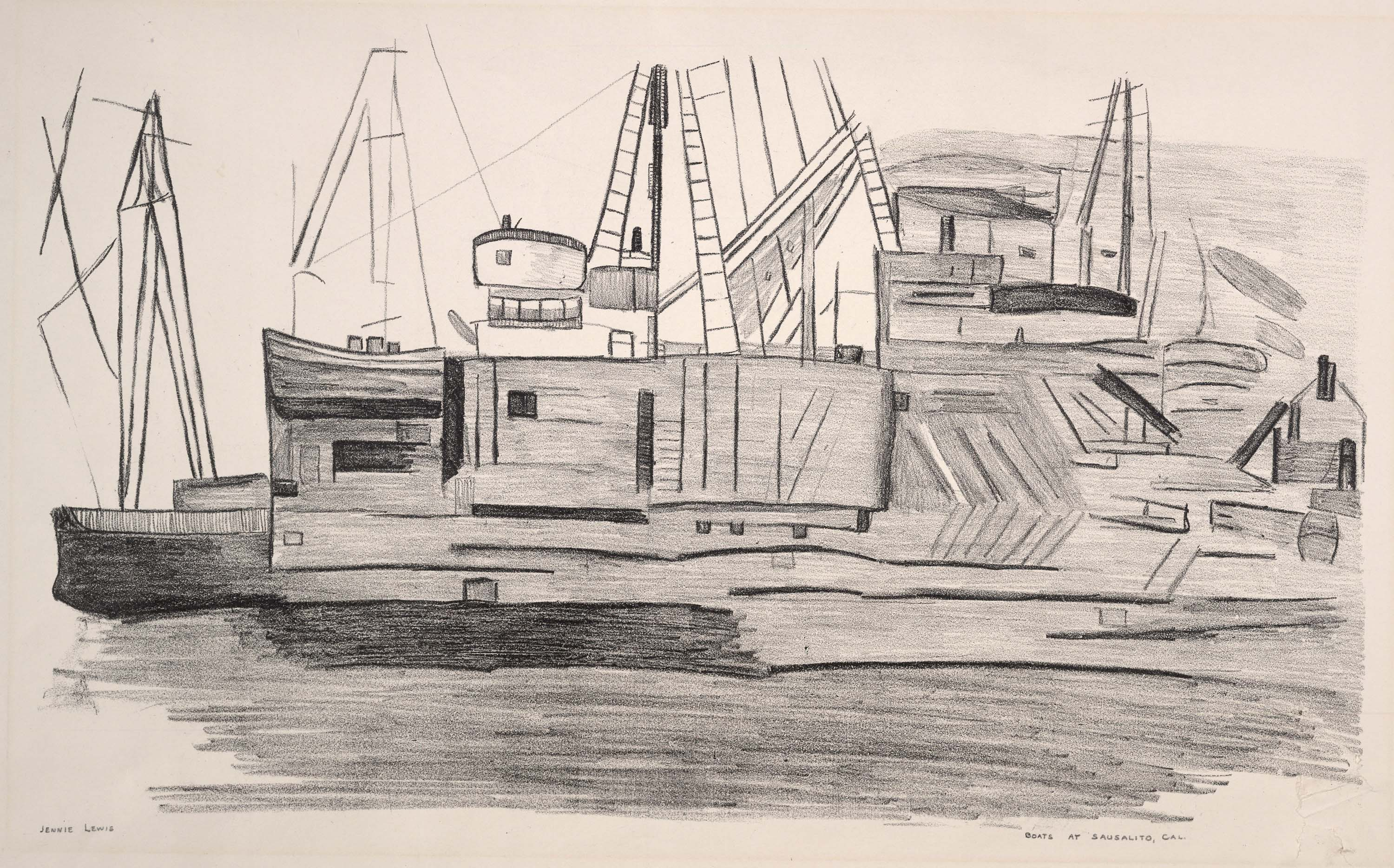
Jennie Lewis - Barcos em Sausalito (EUA).

Jennie Lewis (1892–1944) foi uma gravurista americana. Na década de 1930, Lewis participou do Federal Art Project administrado pela Works Progress Administration. O seu trabalho encontra-se incluído nas colecções do Museu Smithsoniano de Arte Americana, do Metropolitan Museum of Art e do Museu de Arte Moderna de Nova York.